# أنسبراند ملك اللومبارد
أنسبراند (تقريبًا 657 - 712) كان ملك اللومبارد لفترة وجيزة في 712. قبل ذلك كان دوق أستي والوصي خلال قصور ليوتبرت (700-701). هزم في نوفارا على يد راغينبرت وعاش في المنفى خلال حرب الخلافة التالية حيث فر إلى بلاط ثيودبرت دوق بافاريا في 702.
في عام 711، عاد مع جيش كبير من الدوقات. انضم العديد من الأوستريين (من فينيشيا والشرق) الوصي العائد ونشبت معركة قرب بافيا بين قواته وقرات الملك أريبرت الثاني الذي كان قد اغتصب العرش. فر الملك من عاصمة بلاده عندما لاحت هزيمته، لكنه أخذ كنوزه معه وحاول العبور إلى الغال ليلًا. غرق هو وكنوزه في نهر تيتشنو واستلم أنسبراند الحكم.
ارتقى أنسبراند العرش في مارس وتوفي في شهر يونيو، وترك ابنه ليتبراند على عرش المملكة.